# Georgi Vasiliev (voetballer, 1945)
Georgi Parvanov "Gocho" Vasiliev (Bulgaars: Георги Първанов "Гочо" Василев) (Sidirokastro (Serres), 9 juni 1945) is een voormalig Bulgaars voetballer. Hij heeft gespeeld bij FK Pirin Gotse Deltsjev en Lokomotiv Plovdiv.

## Loopbaan
Vasiliev maakte deel uit van de selectie van Bulgarije tijdens de Olympische Zomerspelen 1968. Het team won daarbij een zilveren medaille.

## Erelijst
- Olympische spelen 1968: zilver